# Marcel Keizer
Marcel Keizer est un footballeur puis entraîneur de footballeur néerlandais né le 15 janvier 1969 à Badhoevedorp.

## Biographie

### Joueur
Marcel Keizer évolue aux Pays-Bas dans les clubs de l'Ajax Amsterdam, du Cambuur Leeuwarden, du De Graafschap et du FC Emmen.
Il dispute au cours de sa carrière 77 matchs en première division néerlandaise (Eredivisie), inscrivant huit buts. Il joue également un match en Coupe des coupes.
Il réalise sa meilleure performance en première division lors de la saison 1992-1993, où il inscrit cinq buts.

### Entraîneur
Il entraîne le Sporting Portugal à partir de 2018.

## Palmarès

### Joueur
- Vice-champion des Pays-Bas en 1988 et 1989 avec l'Ajax Amsterdam
- Champion des Pays-Bas de D2 en 1992 avec le SC Cambuur

### Entraîneur
- Vainqueur de la Coupe de la Ligue portugaise en 2019
- Vainqueur de la Coupe du Portugal en 2019